# Carl Ahasver von Sinner
Carl Ahasver von Sinner (* 10. Februar 1754 in Sumiswald; † 25. April 1821 in Bern) war ein Schweizer Architekt. 1795 wurde er Mitglied des bernischen Grossen Rates und 1803 bis 1805 wirkte er als Oberamtmann in Schwarzenburg BE.

## Bauten
- Landsitz Lohn, Kehrsatz, 1782 bis 1783
- Tschiffeligut (Kleehof), Kirchberg BE, Umbau 1783
- Pfarrhaus, Ammerswil, 1783
- Amtshaus, Aarau, 1784 bis 1787
- Hofwil, Münchenbuchsee, 1784 bis 1786
- Schloss Rued, Schlossrued 1792 bis 1796
- Ortbühl, Steffisburg, 1794
- Gasthof Ochsen, Schöftland, 1798
- Urechhaus, Othmarsingen
- Müllerhaus, Lenzburg, 1780